# Netolice
Netolice är en stad i Tjeckien.   Den ligger i regionen Södra Böhmen, i den sydvästra delen av landet, 120 km söder om huvudstaden Prag. Netolice ligger 434 meter över havet och antalet invånare är 2 721.
Terrängen runt Netolice är platt åt nordost, men åt sydväst är den kuperad. Runt Netolice är det ganska tätbefolkat, med 52 invånare per kvadratkilometer. Närmaste större samhälle är Prachatice, 15,1 km väster om Netolice. I omgivningarna runt Netolice växer i huvudsak blandskog.